# Cordillère Orientale (Colombie)
Pour les articles homonymes, voir Cordillère Orientale.
La cordillère Orientale est l'une des trois branches de la cordillère des Andes en Colombie. Son sommet le plus élevé est le Ritacuba Blanco avec 5 410 m d'altitude.

## Géographie
La cordillère Orientale est une des trois ramifications de la cordillère des Andes en Colombie. Elle s'étend du sud-ouest au nord-est depuis le nœud d'Almaguer dans le département de Huila jusqu'à la serranía de Perijá, dans le département de La Guajira. À l'ouest, elle est séparée de la cordillère Centrale par la vallée du río Magdalena tandis que le versant est fait partie des bassins versants de l'Amazone, de l'Orénoque et du río Catatumbo.
D'importantes villes telles Bogota, la capitale de Colombie, Tunja, Cúcuta ou Bucaramanga se trouvent dans cette cordillère. Ses sols riches et son hydrographie importante en font une région économiquement très dynamique.

### Principaux sommets

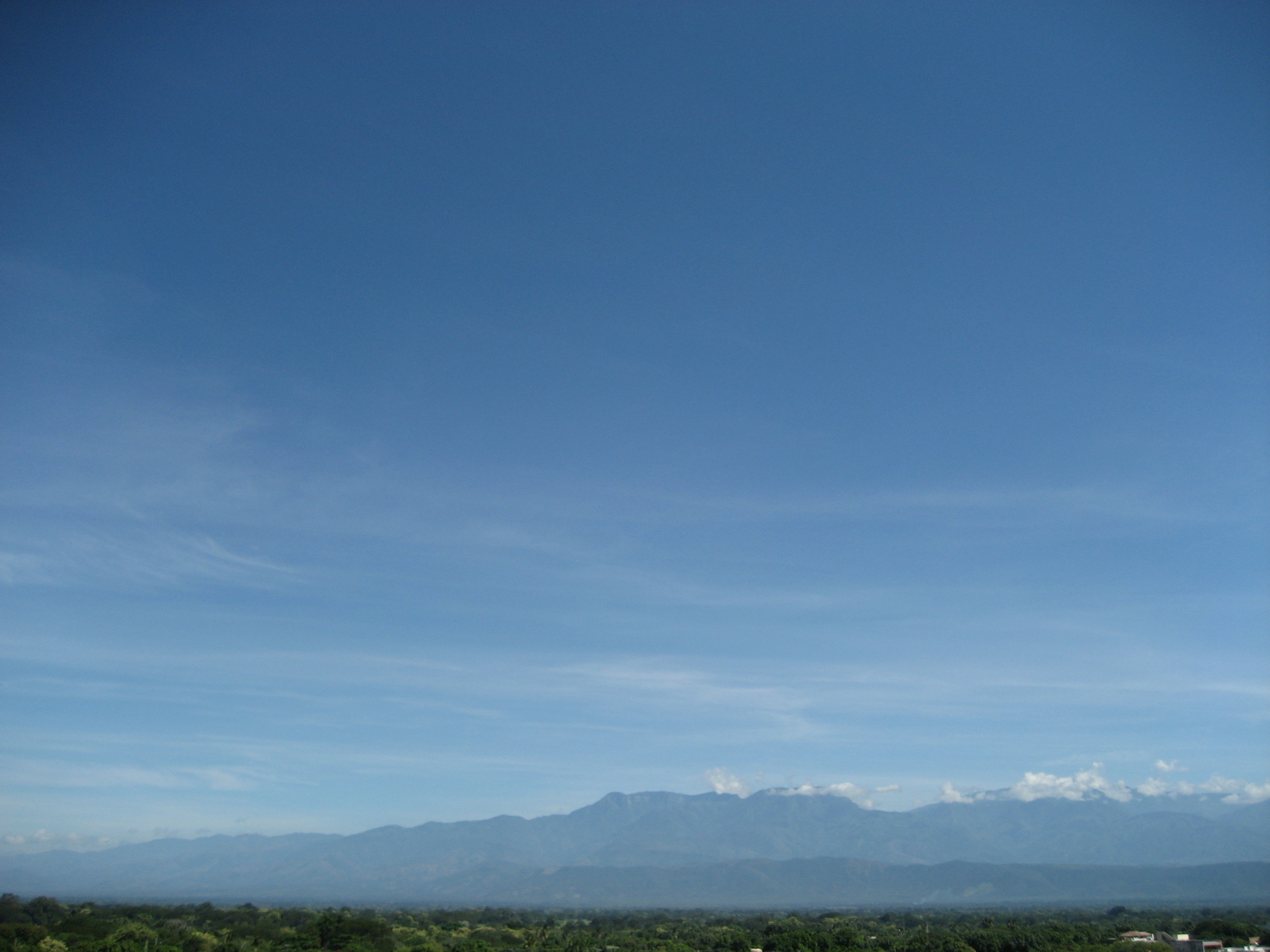
Serranía del Perijá près de Valledupar.

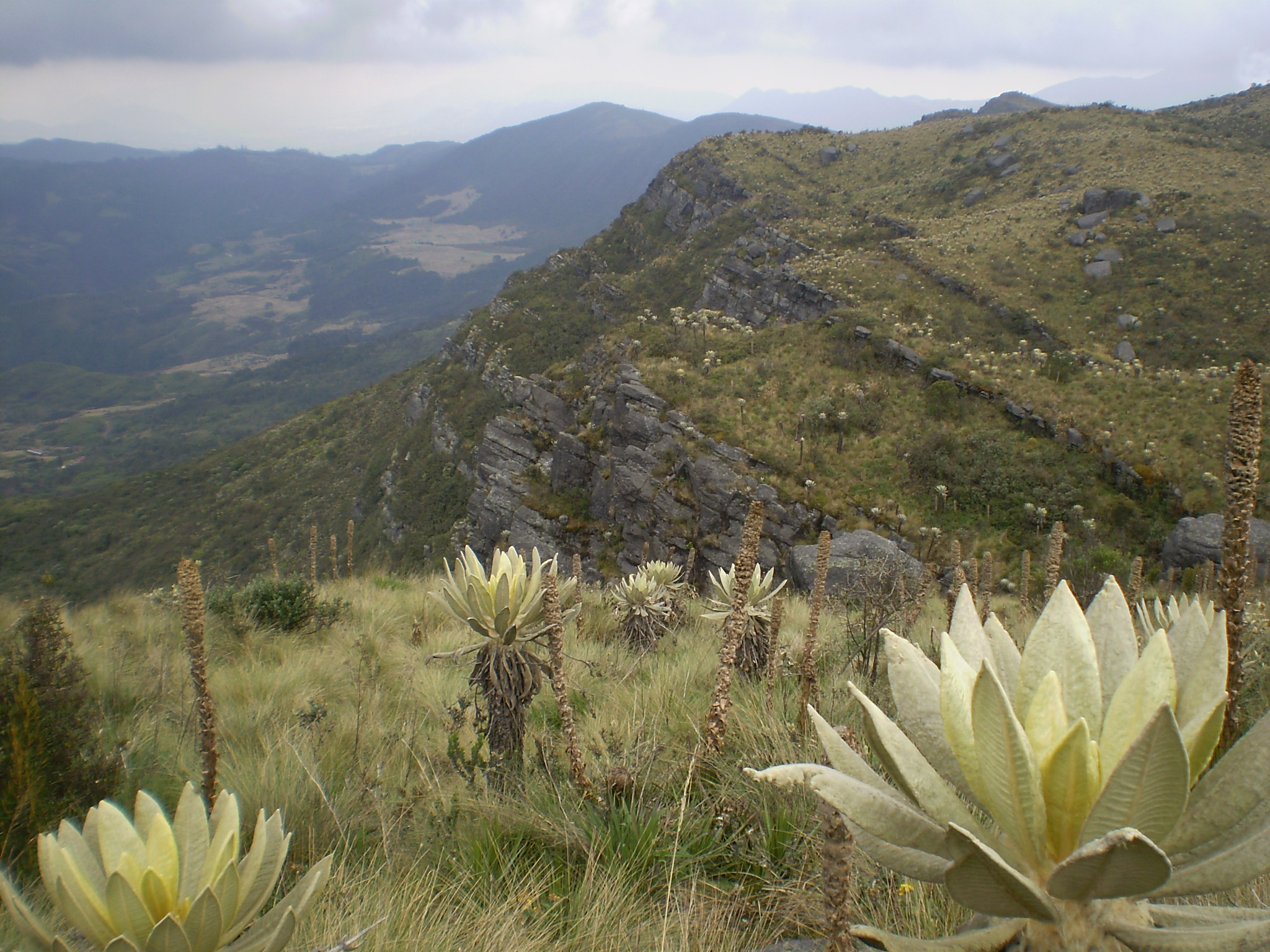
Le páramo de Guerrero, dans le département de Cundinamarca.

- Sierra Nevada del Cocuy (5 493 m, point culminant)
- Páramo de Sumapaz (4 560 m)
- Páramo de Chingaza (3 950 m)
- Páramo de Pisba (3 906 m)
- Páramo de Choachí (3 870 m)
- Páramo de Cruz Verde (3 500 m)
- Macizo Colombiano
- Altiplano Cundiboyacense
- Savane de Bogota
- Cerro de Monserrate
- Serranía de Perijá
- Serranía de los Yariguíes (es)
- Cerro de San Luis

### Hydrographie

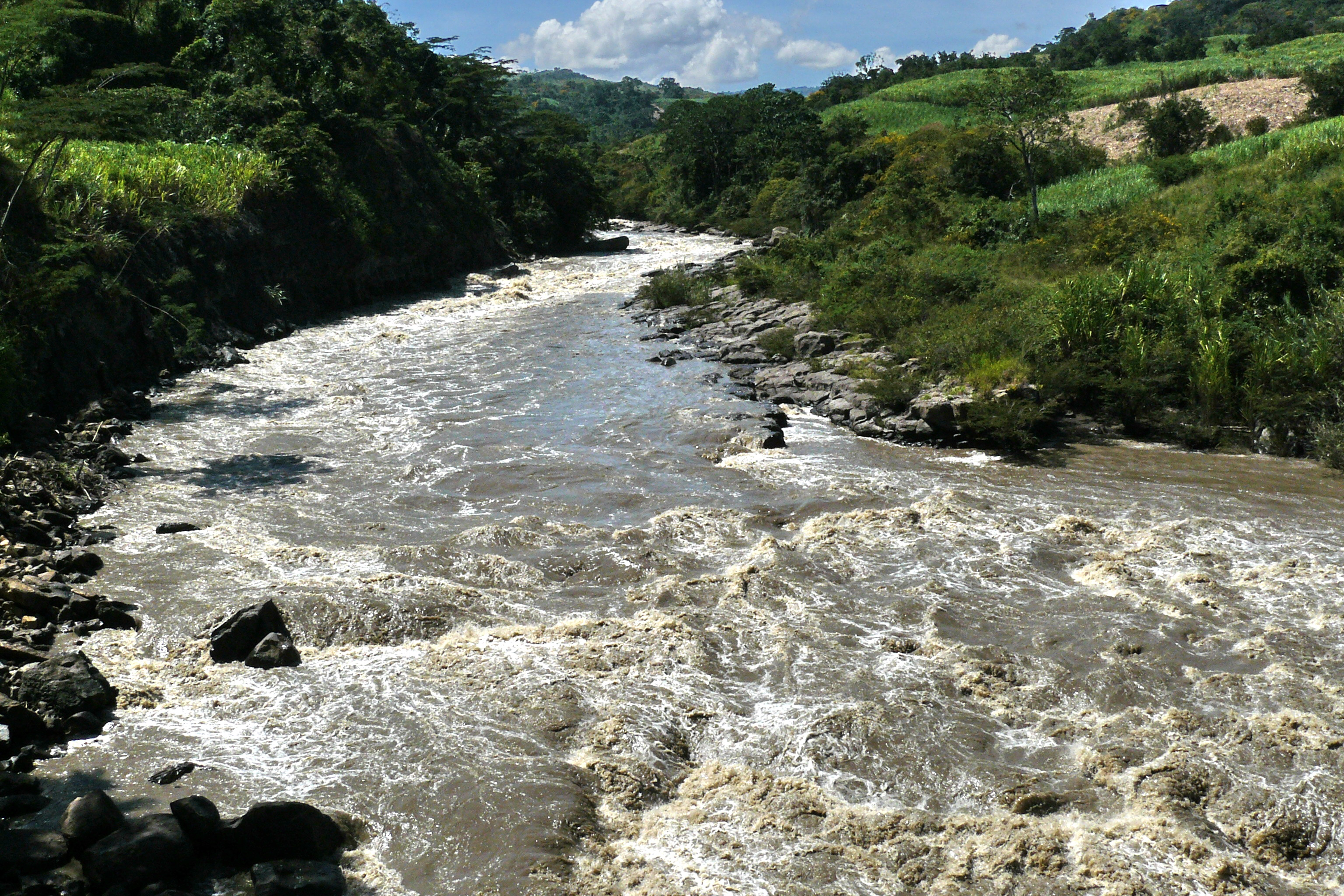
Río Suárez dans le département de Boyacá.

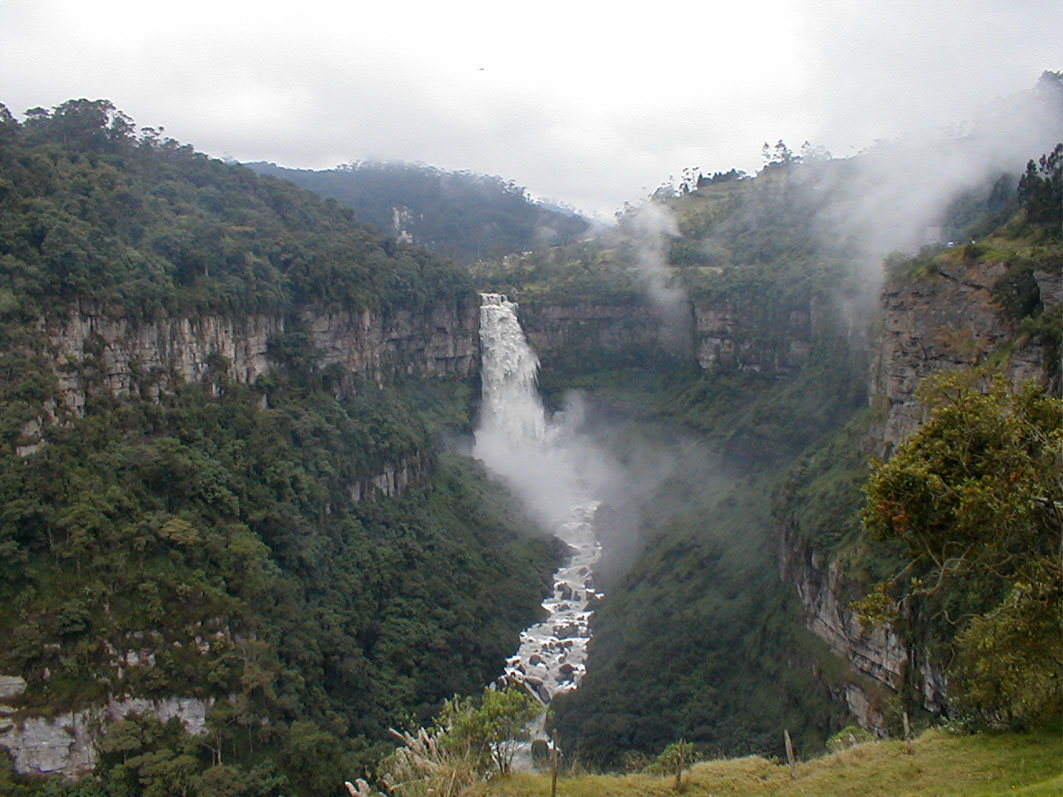
Le salto del Tequendama.

- Río Pamplonita
- Río Magdalena
- Río Guaviare
- Río San Francisco
- Río Guatiquía
- Río Bogotá
- Río Arauca
- Río Meta
- Río Suárez
- Río Catatumbo
- Río Zulia
- Río Táchira
- Río Cesar
- Río Arriari
- Río Guayabero
- Río Orteguaza
- Río Caguán
- Río Tunjuelito
- Río Juan Amarillo (es)
- Río Fucha
- Río Chicamocha
- Río Fonce (es)
- Río Sogamoso
- Río Saravita
- Río Carare
- Río Opón
- Río El Indio
- Río Loro
- Río Korro Moky
- Río Suroeste-Ikuboky
- Río de Oro
- Río Brandy
- Río Oirá
- Río Margua
- Río Playón
- Río Ariporo
- Río Casanare
- Río Frío (en)
- Río Suaza

## Zones protégées
- Parc national naturel de Catatumbo Barí
- Parc national naturel de la Cordillera de los Picachos
- Parc national naturel Cueva de los Guácharos
- Parc national naturel de Chingaza
- Parc national naturel de Pisba
- Parc national naturel de la Serranía de los Yariguíes
- Parc national de la Sierra Nevada del Cocuy
- Parc national naturel de Sumapaz
- Parc national naturel de Tamá
- Zone naturelle unique de Los Estoraques
- Sanctuaire de faune et de flore de Guanenta Alto Río Fonce
- Sanctuaire de faune et de flore d'Iguaque